# Jüdischer Sport im NS-Deutschland
Der jüdische Sport im nationalsozialistischen Deutschland durchlief in den Jahren der Unterdrückung, des Terrors und der gesellschaftlichen Isolierung von 1933–1938 seine Höhen und Tiefen. Trotz aller widrigen Bedingungen, mit denen die jüdischen Sportler trainieren und umgehen mussten, gab es zwischen den Jahren 1933 und 1936 eine Phase der Blüte. Die Vereine der beiden großen Verbände Makkabi Deutschland und des Sportbundes Schild des Reichsbundes jüdischer Frontsoldaten hatten einen enormen Zulauf an neuen Mitgliedern, der durch die Novemberpogrome 1938 brutal abgebrochen wurde.

## Nationalsozialistische Judenpolitik
Die NSDAP verdeutlichte schon vor der Machtübernahme 1933 ihre antisemitischen Ansichten und duldete ausschließlich „Arier“ in der Gesellschaft. Die Nationalsozialisten sahen nur in der „Rasse“ ihres Volkes die guten Eigenschaften und die Juden, welche als Gegenrasse bezeichnet wurden, betitelte man als „Untermenschen“. Dies war Grund genug für die Boykottierung, Terrorisierung und auch die später folgende Ausgrenzung von Juden aus den paritätischen Turn- und Sportverbänden. Das Gesetz zur Wiederherstellung des Berufsbeamtentums vom 7. April 1933 schloss jüdische Beamte aus dem öffentlichen Dienst aus. Die Weltkriegskämpfer und deren Angehörigen waren durch das „Frontkämpferprivileg“ vorerst davon ausgenommen. Mit dem Inkrafttreten des Schriftleitergesetz am 1. Januar 1934 und dem Aufstieg Hitlers zum Reichspräsidenten begann die Phase der „Arisierung“ oder „Entjudung“ der intellektuellen Berufszweige. Die Nürnberger Gesetze, die am 15. September 1935 verabschiedet wurden, leiteten eine weitere Phase der Diskriminierung der jüdischen Bevölkerung ein. Die Juden durften fortan nur noch Staatsangehörige des Deutschen Reiches ohne politische Rechte sein. Mit dem Blutschutzgesetz und dem Reichsbürgergesetz sollte die Emigration der Juden vorangetrieben werden, was die antisemitischen Terroraktionen aber nicht minderte. Durch diese Maßnahmen wurden die Juden in die soziale Isolierung getrieben.
Die Novemberpogrome 1938 werden als das offizielle Signal zum größten Völkermord in der Geschichte der Menschheit verstanden. In der von Goebbels organisierten Zerstörungsaktion, entzog man den Juden jegliche wirtschaftliche Existenzgrundlage. Das Attentat vom 7. November auf den Legationsrat der deutschen Botschaft in Paris, durch den siebzehnjährigen polnischen Juden Herschel Grynszpan, diente den Nationalsozialisten als Vorwand, um Synagogen und jüdische Geschäfte in Brand zu setzen. Die Juden waren gezwungen, Schulen und Hochschulen zu verlassen und sich in Zwangsvereinigungen zu organisieren.

## Ausschluss aus den Turn- und Sportverbänden
Die sportlich aktiven Juden waren vor 1933 hauptsächlich in weltanschaulich neutralen Sportvereinen organisiert. Aber auch schon vor 1933 wiesen Sportvereine vereinzelt antisemitische Tendenzen auf, wie zum Beispiel der Deutsche Sportclub Berlin oder Vereine des antisemitischen Deutschen Turnerbundes (nicht zu verwechseln mit der Deutschen Turnerschaft). Bis zur Machtübernahme der Nationalsozialisten waren jüdische Mitglieder in ihren Vereinen in der Regel vollständig integriert. An der Deutschen Hochschule für Leibesübungen waren mehrere jüdische Dozenten angestellt. Auch der Deutschen Reichsausschuss für Leibesübungen stellte einen „Halbjuden“ als Präsidenten ohne jegliche Beanstandung. Der Sport diente auch den Juden als Medium der gesellschaftlichen Integration und war der wirksamste aller Kulturzweige, in dem das Gleichheitsprinzip seine Anwendung fand. Die Führung des Deutschen Reichsausschusses für Leibesübungen – des Dachverbandes der Turn- und Sportorganisationen – bekannte sich im Frühjahr 1933 zu den neuen Machthabern und löste sich im Mai 1933 satzungswidrig selbst auf. Hans von Tschammer und Osten wurde im April als staatlicher Reichssportkommissar eingesetzt und im Juli zum Reichssportführer ernannt. Maßnahmen gegen jüdische Vereinsmitglieder wurden durch von Tschammer jedoch mit Rücksicht auf das Ausland wegen der nach Berlin vergebenen Olympischen Spiele 1936 nicht vorgegeben. Die Arisierung der paritätischen Verbände und Vereine geschah damit aus Eigeninitiative und ohne staatliche Anweisung. Nach dem Vorbild des Gesetzes zur Wiederherstellung des Berufsbeamtentums setzten zahlreiche Verbände und Vereine den Ausschluss ihrer jüdischen Mitglieder um.

### Gleichschaltung der Verbände
Ohne staatliche Anordnung, aber nicht überraschend, erfolgte der Ausschluss aller jüdischen Vereinsmitglieder seitens des Deutschen Schwimm-Verbands im April 1933, da dieser durch den langjährigen Vorsitzenden Hans Geisow ideologisch geprägt war.
Auch der Deutsche Reichsverband für Amateurboxen entschied sich Anfang April zu „treuer Gefolgschaft“, nach vorheriger Absprache zwischen seinem Vorsitzenden E. Rüdiger und dem Berliner Polizeipräsidium. Grund war Hitlers Sympathie für den Boxsport, weshalb dieser auch in den Schulsport aufgenommen werden sollte. Es wurde eine Satzungsänderung vorgenommen, nach der Mitglieder „nur arischer Abstammung“ sein durften. Der Verband „Deutscher Faustkämpfer“ (Berufsboxer) beschloss in einem „10-Punkte-Programm“ ebenfalls, sämtliche Juden von der Mitgliederliste zu streichen, auch getaufte. Jüdische Ehrenmitglieder mussten auf ihre Auszeichnungen verzichten. Arbeitsverträge mit jüdischen Managern wurden ungültig und das Heranziehen eines jüdischen Arztes oder Rechtsanwaltes war gleichermaßen verboten.
Analog zum Vorgehen des Amateur-Boxsport-Verbandes meldete sich der Verband Brandenburgischer Athletik-Vereine (VBAV) ohne Zwang beim Polizeipräsidenten, um über den Ausschluss jüdischer Mitglieder zu berichten. Außerdem wurde zur selben Zeit zwei korporativ angeschlossenen jüdischen Vereinen der Austritt nahegelegt. Darunter fielen zum einen Bar Kochba Berlin und zum anderen der Jüdische Turn- und Sport-Club 1905. Der SC Bar Kochba Berlin weigerte sich dieser Austrittsempfehlung nachzukommen. Im Zusammenhang mit der Berliner Aktion schloss der Südostdeutsche Fußball- und Leichtathletikverband innerhalb seines Bereiches alle jüdischen Vereine aus (Bar Kochba, Hakaoh, Schild).
Ab dem Mai 1933 wurden im Deutschen Ruderverband nur noch Sportler „arischer“ Abstammung aufgenommen. Man ließ jedoch für die bisherigen Mitglieder die Ausnahmeregelung des Gesetzes zum Berufsbeamtentum gelten. Der Deutsche Ski-Verband forderte von seinen Regionalverbänden „Rassenfremden die Aufnahme zu verwehren und sie aus den Vorständen zu entfernen“. Ungewiss ist die generelle Befolgung der Aufforderung, da der Mainzer Ski-Club sich erst im Dezember von seinem „halbjüdischen“ Präsidenten Theodor Lewaldzu trennte. Die Deutsche Schach-Liga wurde dem Reichspropagandaminister unterstellt und alle Mitglieder mit einem jüdischen Großelternteil wurden für untragbar erklärt. Die DLRG trennte sich ebenfalls von ihren jüdischen Mitgliedern.
Der Deutsche Tennis-Bund beschloss im April 1933 „Nichtarier“ von Repräsentativspielen auszuschließen und somit auch den damaligen Spitzenspieler Daniel Prenn nicht mehr für die Davis-Cup-Mannschaft zu nominieren, was für weltweites Aufsehen sorgte. Englische Champions wie Fred Perry und Henry Austin erhoben öffentlich Einspruch. König Gustav V. Adolf von Schweden brachte die Courage auf anlässlich eines Besuches in Berlin demonstrativ ein Spiel gegen Prenn auszutragen.

### Deutsche Turnerschaft
Allen voran setzte Edmund Neuendorff als Führer der Deutschen Turnerschaft (DT) den Arierparagraphen mit Überzeugung um. Er wollte mit seiner strikten antijüdischen Politik die Gunst des Reichskanzlers für sich gewinnen und bat diesen in mehreren Briefen auch um die Schirmherrschaft über das 15. Deutsche Turnfest in Stuttgart. Nach einem Antrag der Sächsischen Turner entließ die Deutsche Turnerschaft alle jüdischen und marxistischen Mitglieder. Dadurch sollten jegliche Hindernisse bereinigt werden, um die „ideologische Anpassung“ der DT durchzusetzen. Die DT schloss auf der Hauptausschuss-Sitzung vom 8./9. April 1933 in Stuttgart jüdische Turnvereinsmitglieder mit nur einem Großelternteil jüdischer Abstammung durch den „Arierparagraphen“ aus, nachdem einen Tag zuvor das NS-Gesetz zur Wiederherstellung des Berufsbeamtentums erlassen worden war. Damit ging man über die Bestimmungen der Nürnberger Rassengesetze von 1935 noch hinaus.

## Jüdische Reaktionen
Mit der Machtübernahme der NSDAP begann die Zerschlagung ihrer politischen Opposition. Auch Juden wurden zunächst nicht aufgrund ihrer „Rasse“ verfolgt, sondern hinsichtlich ihrer Eigenschaft als frühere Sozialisten, als Mitglieder des Reichsbanners Schwarz-Rot-Gold oder des Republikanischen Beamtentums, als Angehörige der Friedensliga oder als Kommunisten. Auf die Reichstagswahl März 1933 folgte das Ermächtigungsgesetz vom 24. März 1933 und anschließend die planmäßige Boykottkampagne gegen jüdische Geschäfte.

### Reichsvertretung der Deutschen Juden
Um Einigkeit und Geschlossenheit gegenüber der nationalistischen Übermacht zu demonstrieren, die viele einzelne jüdische Verbände traf, wurde am 17. September 1933 die Reichsvertretung der Deutschen Juden ins Leben gerufen, die laut Kurt Jacob Ball-Kaduri: „[…] in Wirklichkeit eine Gründung der großen jüdischen politischen Vereinigung gewesen war, die sich damit über die Gemeinde Berlin und den unfähigen Preußischen Landesverband jüdischer Gemeinden hinweggesetzt hatten“. Trotz vielen Hindernissen ging die erfolgreiche Gründung auf die Initiative eines Dreimännerkollegiums in Essen zurück, welche von dem ersten Rabbiner der Berliner Gemeinde, Leo Baeck, geführt wurde. Doch ohne die nationalistische Unterdrückung und gesellschaftliche und wirtschaftliche Isolierung jüdischer Sportler, Vereine und Verbände, welche von Fred Grubbel 1986 in einem Sinnbild veranschaulicht wurde: „[…] im selben Boot, in immer stürmischerer tobender See“, hätte es den Zusammenschluss der Gesamtheit aller Juden nicht gegeben, da zwei unterschiedliche politische Organisationen vorherrschten: zum einen die „Zionistische Vereinigung Deutschland“, zum anderen der Reichsbund jüdischer Frontsoldaten.

### Reichsbund jüdischer Frontsoldaten
Die Bundesleitung des Frontbundes entschied sich für den Verbleib auf deutschem Boden. Die Entscheidung wurde mittels der Gretchenfrage: „Wie hältst du es mit Deutschland“ beschlossen, womit gleichzeitig Auswanderungswillige ausgegrenzt wurden. In einem Anpassungsprozess an die neuen gesellschaftlichen Ordnungen wurde die politische Neutralität abgeworfen, die der RjF bis zur Machtergreifung der NSDAP vertrat, und die Umsetzung des Führerprinzips festgelegt.
Ab April 1933 folgten sich immer wiederholende Gesuche des RjF an die Regierung für eine begünstigte Obhut von dessen Angehörigen. Im Gegenzug konnte Hitler auf die Hilfe des RjFs zurückgreifen, der sich am „nationalen Wiederaufbau“ Deutschlands, sei es zum friedlichen Aufbau des Reiches, sei es zu seiner Verteidigung nach außen, beteiligte. Das sogenannte „Frontkämpferprivileg“ ging auf ein Schreiben Hindenburgs an Hitler vom 4. April 1933 zurück. In der Weimarer Zeit hat der RjF noch kameradschaftliche Beziehungen mit der Zionistischen Vereinigung geführt. Doch nachdem der RjF gesetzliche Privilegien zugesichert bekommen hatte, grenzte man sich strikt von der Zionistischen Vereinigung ab und annullierte auch jedwede Solidarität gegenüber den übrigen deutschen Juden. Ab dem Jahr 1932 konzentrierte sich die sportliche Aktivität des RjF auf den Wehrsport, was Leo Löwenstein am 4. April 1933 dem Reichssportführer meldete. Durch die Erweiterung zum „Sportbund“ vervielfältigte sich die Vereinsgründungen auch in den kleinen Gemeinden. Die Sportbundführung sah sich in ihrer Annahme bestätigt, dass ihr Augenmerk hauptsächlich im sportlichen und nicht im ideologischen Bereich lag, aufgrund des großen Zuwachses in ihren Sportbetrieben wie den Kampfspielen, in der Leichtathletik und im Wassersport etc. Administrative Maßnahmen seitens der Reichssportführung schränkten die sportliche Aktivität jedoch ein. Nach einer Rücksprache mit dem Reichssportführer wurde der Übungsbetrieb wieder aufgenommen, durfte aber nicht öffentlich zur Schau gestellt werden. 1934 wurden trotz aller Hindernisse Reichsmeisterschaften im Fußball, Boxen und im Tennis durchgeführt. 1935 bauten sich diese sogar aus. Im gleichen Jahr wurde Paul Yogi Mayer Jugenddezernent des RjF und Leiter der Sportabteilung Schild.
Da Juden auch vom Ablegen des Reichssportabzeichens ausgeschlossen wurden, kreierte sich der RjF-Sportbund ein eigenes Leistungsabzeichen. 1936 stagnierte der Sport, da die Erwartungen der Olympischen Spiele zerschlagen wurden. Der Breitensport gewann umso mehr an Bedeutung und die Vergleichswettkämpfe mit dem Rivalen Makkabi nahmen zu.
1937 wurde wegen der Emigration der Schwund der Mitglieder durch den Jugendzuwachs aufgefangen. Im letzten Jahr seiner Existenz erfuhr der RjF-Sport seine höchste Aktivität, und die Novemberpogrome und die folgenden Verbote konnten die Vitalität des jüdischen Sports auch nicht stoppen.

### Zionistische Vereinigung für Deutschland
Die Zionistische Vereinigung vertrat nach der Machtergreifung der NSDAP im Gegensatz zum Reichsbund jüdischer Frontsoldaten die gleiche Auffassung wie zuvor auch: Förderung der zionistischen Idee unter den deutschen Juden und deren Vorbereitung auf ein neues Leben in Palästina.
Die Zionistische Vereinigung für Deutschland wendete sich mit einem förmlichen Schreiben an Hitler, in der sie die „nationale Wiedergeburt Deutschlands“ durch den Nationalsozialismus und dessen Grundgedanken zu Abstammung, Religion, Schicksalsgemeinschaft und Artbewusstsein begrüßte. Diese grundlegende Auffassung verinnerlichte nämlich auch der Zionismus.
Für die Zeit der Emigration deutscher Juden beantragte der Z.V.f.D. bei der Regierung, jenen den Status einer geschützten Minderheit zu verleihen. Zwischen 1933 und 1940 wurde die gewünschte Unterstützung durch verschiedene Staats- und Regierungsstellen gewährleistet. Aber auch hier darf die Form des Beistandes nicht falsch interpretiert werden, da das NS-Regime die Emigration deutscher Juden aus rassenpolitischen Gründen befürwortete. Außerdem verfolgte Hitler indes noch immer die gleichen Ziele und vertrat den Gedanken über Juden seit 1920 unverändert: „Menschenrechte soll er sich da suchen, wo er hingehört, in … Palästina“.
Die unterschiedlichen politischen Ansichten der beiden jüdischen Organisationen kümmerten das NS-Regime nicht sonderlich viel, da sie analog 100%ige Gegner des Nationalsozialismus waren, was auch der RjF 1935 mit dem Erlass der Nürnberger Gesetze merkte, da hiermit jede jüdische Assimilation und Emanzipation der letzten anderthalb Jahrhunderte zunichtegemacht wurde.
Die Makkabi-Vereine sind bis 1933 „fast völlig im deutschen Sport integriert“. Da ihr Sportbetrieb hauptsächlich in regionalen deutschen Verbänden organisiert war, brach der Wettkampfsport mit dem Ausschluss zusammen. Daraufhin erstellte man ein eigenes Ligasystem, um die Meisterschaften wieder durchführen zu können. Obwohl dem Makkabi-Kreis jeglicher Zugang zu öffentlichen Sportanlagen verwehrt wurde, konnte am Ende des Jahres eine Bilanz aufgestellt werden: „Es hat wohl noch nie eine so große Anzahl jüdischer Sportfeste in Deutschland gegeben wie in diesem Jahr“. 1934 erlebte der Makkabi-Sport einen Aufschwung durch den großen Zulauf neuer Mitglieder und die Neugründungen. Besonders im Rudersport gab es einen großen Zuwachs an neuen Makkabi-Vereinen (25->79) und Mitgliedern (8000->18000). Durch die Behinderungen von SA und Gestapo und die schlechten Bedingungen, eine olympische Qualifikation zu erreichen, setzte man das Interesse auf die Vergleichswettkämpfe mit dem Rivalen RjF-Sportbund. Nachdem die olympischen Träume sich nicht erfüllten, fielen die Leistungen im Leistungssport sehr stark ab. 1937 wird die Abnahme der Mitglieder durch den Zulauf von Jugendlichen aufgefangen, sodass der Ligabetrieb normal fortgesetzt werden konnte.

## Entwicklung und Herausforderungen der jüdischen Jugend- und Sportbewegung unter dem Nationalsozialismus
Durch die steigende Bedrohung und Bekämpfung des deutschen Judentums wandte sich die jüdische Sportbewegung verstärkt dem Jugendsport zu, der an die jüdischen Jugendorganisationen gebunden war, die wiederum ihren 'Ursprung in der deutschen Jugendbewegung' hatten. Im Einklang mit dem Aufbruch der jüdischen Turnerschaft war die jüdische Jugendbewegung beflügelt von dem Gedanken, sich für „altjüdische Größe, für die Erneuerung schöpferischer Kräfte, für eine 'Renaissance'“ starkzumachen. Sie wollte sich der typisch jüdischen „Gefahr des Intellektualismus“ entziehen und sich den Werten der 'Schlichtheit' und 'Unmittelbarkeit' zuwenden. Die 1933 begonnene Isolierung von der deutschen Jugendbewegung zog schwerwiegende Konsequenzen nach sich. Durch den erzwungenen „Absonderungsprozess“ entriss man ihnen ihre „natürliche Erziehungsgrundlage“. Des Weiteren hatten die nationalsozialistischen Ausnahmegesetze hinsichtlich der Berufswahl negative Auswirkungen. Auch die Freizeitgestaltung geriet unter strenge Beobachtung, und die Jugendlichen waren dadurch sehr eingeschränkt. Aus oben genannten Gründen und wegen der ständigen Auswanderung und der damit verbundenen negativen Auslese erhielt die Jugendarbeit noch mehr an Aufmerksamkeit als zuvor.
Die jüdischen Jugendbünde wurden nach der NS-Machtergreifung erst einmal nicht verboten. Am 2. November 1933 folgte ein Erlass der Reichsjugendführung, der besagte, dass in Zukunft der „Reichsausschuss der jüdischen Jugendverbände“ als „alleinige verantwortliche Zentralorganisation der jüdischen Jugendverbände“ zu agieren hatte. Er hatte von nun an die Funktion des Ansprechpartners inne und war verantwortlich für die Freizeitgestaltung der jüdischen Jugendverbände gegenüber den deutschen Behörden. Z. B. Zeltlager mussten dem „Reichsausschuss“ mitgeteilt und von diesem abgesegnet werden. Damit sollten die Jugendbünde staatlich kontrolliert und jüdische Jugendliche von der restlichen Gesellschaft getrennt werden. Das Freizeitangebot wurde aber dennoch als freundliche Abwechslung von dem zunehmend feindlichen Alltag in der Schule und im Beruf angenommen. Innerhalb weniger Jahre wuchsen die Mitgliederzahlen von 26.000 im Jahr 1932 auf ca. 50.000 im Jahr 1935, da die Jugendverbände eine geschützte Umgebung verkörperten.